# Ewen Montagu
Ewen Edward Samuel Montagu CBE QC DL (29 de març de 1901 - 19 de juliol de 1985) va ser un jutge britànic, oficial d'intel·ligència naval i autor.
És conegut sobretot pel seu paper principal a l'Operació Carn Picada, una operació d'engany militar crítica que va desviar l'atenció de les forces alemanyes de la invasió aliada de Sicília ("Operació Husky").
Montagu va ser president de la Sinagoga Unida de 1954 a 1962, i president de l'Associació Anglo-Jueva des de desembre de 1949.

## Biografia
Montagu va néixer el 1901, segon fill de Gladys, la baronessa Swaythling (de soltera Goldsmid) i Louis Montagu, segon baró Swaythling. La seva família era jueva. Va ser educat a l'escola de Westminster abans de convertir-se en instructor de metralladores durant la Primera Guerra Mundial en una estació aèria naval dels Estats Units. Després de la guerra va estudiar al Trinity College de Cambridge i a la Universitat Harvard. Va ser admès al Middle Temple el 22 de novembre de 1920 i va ser cridat a l'advocat el 14 de maig de 1924. Un dels seus casos més celebrats com a advocat junior va ser la defensa d'Alma Rattenbury el 1935 contra un càrrec de assassinant el seu marit de 30 anys, l'arquitecte Francis Rattenbury, que va ser colpejat salvatgement amb un mall a la Villa Madeira de Bournemouth. Va esdevenir membre del Consell del Rei el 1939.

### Intel·ligència naval
Montagu era un gran navegant i es va allistar a la Reserva de Voluntaris de la Royal Navy el 1938. A causa de la seva formació legal, va ser reassignat a estudis especialitzats. Des d'allà va ser assignat a la seu de East Yorkshire de la Royal Navy a Hull com a oficial d'estat major d'intel·ligència. Montagu va servir a la Divisió d'Intel·ligència Naval de l'Almirallat britànic, arribant al rang de tinent comandant RNVR. Va ser el representant naval al Comitè XX, que supervisava el funcionament dels agents dobles.

#### Operació Carn picada

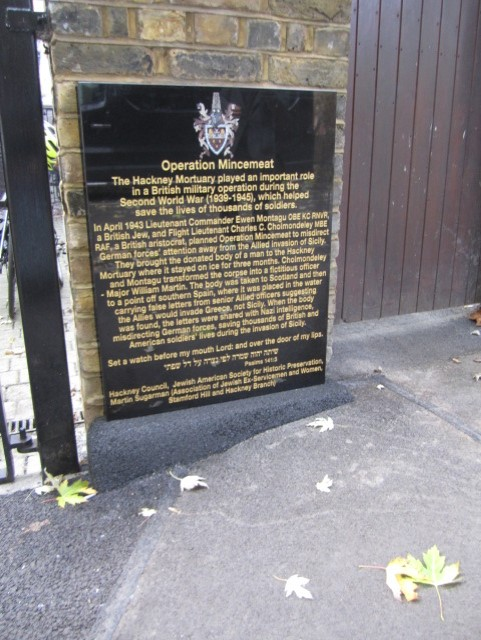
Placa de carn picada a Hackney Mortuary

Mentre que el comandant del NID 17M, Montagu i el cap d'esquadró Charles Cholmondeley RAFVR van concebre l'operació Carn Picada, una important operació d'engany. Montagu va tenir la idea de fer arribar un cadàver vestit d'oficial britànic a terra a Espanya, portant papers falsos que revelaven plans per a la invasió de Grècia (l'objectiu real era Sicília). El lloc escollit va ser on els funcionaris espanyols proalemanys mostrarien els papers als agents alemanys. Montagu va fabricar una identitat falsa, "William Martin", perquè el cos de Glyndwr Michael tingués a les butxaques: DNI militar, resguards d'entrades de teatre, cartes d'amor i una foto de la seva promesa, factures d'un sastre i joier. Per seguir el procediment normal en temps de guerra segons el qual els oficials morts o desapareguts havien d'incloure's a la columna d'obituaris de The Times, el major en funcions William Martin va ser així enumerat a l'edició del 4 de juny de 1943.
Els alemanys es van enganyar completament. Els documents alemanys trobats després de la guerra van demostrar que la informació falsa va arribar fins a la seu de Hitler i va provocar que les forces alemanyes fossin desviades a Grècia. La invasió de Sicília va ser un èxit. L'historiador Hugh Trevor-Roper la va anomenar el millor engany de la història de l'engany militar. Pel seu paper a l'Operació Carn Picada, Montagu va ser nomenat a la Divisió Militar de l'ordre de l'Imperi Britànic. El novembre de 2021, la Societat Jueva Americana per a la Preservació Històrica, en col·laboració amb l'Associació d'exmilitars i dones jueus i el districte londinenc de Hackney, va col·locar un monument al mortuori de Hackney, on s'havia preparat el cadàver.

### Carrera posterior
De 1945 a 1973 Montagu va ocupar el càrrec de Jutge Advocat de la Flota. Va escriure The Man Who Never Was (1953), un relat de l'operació Carn Picada que va ser adaptat com a pel·lícula tres anys després. Montagu també va escriure Beyond Top Secret Ultra, que es va centrar més en la tecnologia de la informació i les tàctiques d'espionatge utilitzades a la Segona Guerra Mundial. Va ser governador d'un projecte de salut pública, el Peckham Experiment, el 1949.
Abans de la Llei de Tribunals de 1971, Montagu era president de les sessions trimestrals de l'àrea de Middlesex del Gran Londres i gravador al comtat de Hampshire . Va ser nomenat tinent adjunt del comtat de Southampton.
Montagu va ser president de la Sinagoga Unida de 1954 a 1962, i president de l'Associació Anglo-Jueva des de desembre de 1949.

## Família
El germà petit de Montagu, Ivor Montagu, era un cineasta i comunista. Ewen Montagu es va casar amb Iris, la filla del pintor Solomon J. Solomon, el 1923. Van tenir un fill, Jeremy, que es va convertir en una autoritat en instruments musicals, i una filla, Jennifer, que es va convertir en historiadora de l'art.

## En la cultura popular
Montagu ha estat representat a la pantalla dues vegades. A la pel·lícula de 1956 The Man Who Never Was, va ser interpretat per Clifton Webb. A la pel·lícula del 2021 Operation Mincemeat va ser interpretat per Colin Firth. El mateix Montagu va aparèixer a The Man Who Never Was, interpretant a un vicemariscal de l'aire que qüestionava el personatge d'Ewen Montagu en una sessió informativa.
També ha estat interpretat per Natasha Hodgson, Holly Sumpton, Geri Allen, and Emily Barber. al musical del West End Operation Mincemeat.
Montagu també apareix com a personatge a l'obra de Terence Rattigan Cause Célèbre.